# Гардинер, Чарли
Чарльз Роберт Гардинер (англ. Charles Robert Gardiner; 31 декабря 1904, Эдинбург — 13 июня 1934, Виннипег) — канадский хоккейный вратарь, обладатель Кубка Стэнли 1934 года в составе «Чикаго Блэкхокс», двукратный обладатель Везина Трофи (1932, 1934).

## Игровая карьера
На молодёжном уровне в течение двух сезонов играл за «Виннипег Марунз», где за два сезона оформил 12 шатаутов. В 1927 году присоединился к клубу НХЛ «Чикаго Блэкхокс», став основным вратарём, но первые два сезона для Гардинера были провальные для «Блэкхокс»; команда дважды занимала последнее место в своём дивизионе.
В сезоне 1929/30 годов благодаря успешной игре Гардинера, «Блэкхокс» вышли в плей-офф, где проиграли «Монреаль Канадиенс» в серии со счётом 3-2. В следующем сезоне Гардинер оформил 12 шатаутов, установив свой личный рекорд в НХЛ, но по ходу сезона в декабре 1930 года его пытался выкупить «Нью-Йорк Американс», но его переход не состоялся; «Блэкхокс» вышли в Финал Кубка Стэнли, в котором проиграли «Канадиенс» в серии со счётом 3-2. По итогам сезоне 1931/32, благодаря успешной игре, он получил Везину Трофи, как лучший вратарь по итогам сезона.
Сезон 1933/34 стал самым успешным в его карьере, он оформил 10 шатаутов, получил во второй раз в карьере Везину Трофи, а также в составе «Блэкхокс» завоевал первый в истории клуба Кубок Стэнли.

## Смерть
Скончался 13 июня 1934 года в Виннипеге на 30-м году жизни от кровоизлияния в мозг, вызванного инфекционным заболеванием.

## Признание
В 1945 году вошёл в Зал хоккейной славы, став одним из первых его членов.
Вошёл в список 100 лучших игроков НХЛ по версии журнала The Hockey News, где занял итоговое 76-е место.